# Anoteropsis blesti
Anoteropsis blesti Vink, 2002 è un ragno appartenente alla famiglia Lycosidae.

## Etimologia
Il nome proprio della specie è in onore dell'aracnologo David Blest che raccolse gli esemplari insieme al descrittore il 26 gennaio 2000.

## Caratteristiche
Si distingue dalle altre specie del genere per la curva accentuata dell'apofisi mediana del bulbo maschile e per gli scleriti laterali dell'epigino e le relative coperture, molto tenaci.
L'olotipo maschile rinvenuto ha lunghezza totale è di 6,50mm; la lunghezza del cefalotorace è di 3,60mm; e la larghezza è di 1,40mm.

## Distribuzione
La specie è stata reperita nella Nuova Zelanda settentrionale: l'olotipo maschile è stato rinvenuto nei pressi del fiume Waitekuri, nella regione di Waikato.

## Tassonomia
Al 2016 non sono note sottospecie e dal 2002 non sono stati esaminati nuovi esemplari.